# Хирівська міська рада
Хирівська міська рада — орган місцевого самоврядування у Самбірському районі Львівської області. Адміністративний центр ради — місто Хирів.

## Загальні відомості
Водоймища на території, підпорядкованій даній раді: річка Стрв'яж.

## Населені пункти
Міській раді підпорядковані населені пункти 1 місто і 24 села:
- м. Хирів
- Березів
- Буньковичі
- Велика Сушиця
- Глибока
- Городовичі
- Гуманець
- Заріччя
- Засадки
- Іванів
- Катина
- Лібухова
- Лопушниця
- Муроване
- Павлівка
- Поляна
- Райнова
- Скелівка
- Сливниця
- Слохині
- Старява
- Тарнавка
- Терло
- Чаплі
- Шумина

## Склад ради
Рада складається з 26 депутатів та голови.

### Керівний склад попередніх скликань
| ПІБ                       | Основні відомості                                                   | Дата обрання | Дата звільнення |
| ------------------------- | ------------------------------------------------------------------- | ------------ | --------------- |
| Голубець Іван Ярославович | Міський голова, 1971 р.н., освіта вища, член Народного Руху України | 26.03.2006   | 31.10.2010      |
| Голубець Іван Ярославович | Міський голова, 1971 р.н., освіта вища, член Народного Руху України | 31.10.2010   |                 |

Примітка: таблиця складена за даними джерела